# Hermann Baatz
Hermann Baatz (1845 in Stettin – 9. Juli 1870) war ein deutscher Theaterschauspieler.

## Leben
Baatz, Sohn eines Kaufmann, ging, nachdem er einige Male bei Aufführungen des Liebhabertheaters „Urania“ mitgewirkt hatte, zur Bühne. Sein erstes Engagement nach Berlin war Würzburg, später war er in Lübeck tätig. Darauf folgten Engagements am Hoftheater in Meiningen, später in Stettin und dann in Bremen. Seine schwache Gesundheit verhinderte die große Künstlerlaufbahn, die ihm sowohl Heinrich Laube wie Gottschall prophezeiten. Von Leipzig aus, wo er bei einem Gastspiel das besondere Wohlgefallen Laubes erregt hatte, kam er wieder nach Stettin zurück. Hier erkrankte er an einer Lungenentzündung und starb am 9. Juli 1870.